# Antonio Tarver
Antonio Tarver (n. 21 noiembrie 1968, Orlando, Florida, SUA) este un boxer ce a reprezentat Statele Unite ale Americii, medaliat olimpic. A participat la o ediție a Jocurilor Olimpice (1996) în care a câștigat o medalie de bronz.

## Participări
Lista de mai jos prezintă principalele competiții la care a participat Antonio Tarver de-a lungul carierei.
- boxing at the 1996 Summer Olympics – light heavyweight[*]